# Coquette
Coquette is een Amerikaanse film uit 1929 onder regie van Sam Taylor. De film is gebaseerd op een toneelstuk van George Abbott en Ann Preston Bridgers. De film was Mary Pickfords eerste geluidsfilm. Zij won in 1930 een Oscar voor haar acteerwerk in deze film.

## Verhaal
Norma Besant is de dochter van een dokter en doet niets liever dan flirten. Als ze uiteindelijk kiest voor Michael Jeffery, staat haar vader niet achter deze keuze. Als het nieuwe koppel zich niet door zijn mening laat beïnvloeden, wordt hij kwaad.

## Rolverdeling
| Acteur            | Personage                 |
| ----------------- | ------------------------- |
| Mary Pickford     | Norma Besant              |
| Johnny Mack Brown | Michael Jeffery           |
| Matt Moore        | Stanley 'Stan' Wentworth  |
| John St. Polis    | Dokter John M. Besant     |
| Henry Kolker      | Dist. Atty. Jasper Carter |
| George Irving     | Robert 'Bob' Wentworth    |
| Louise Beavers    | Julia                     |

## Academy Awards
Mary Pickford won voor haar rol in de film een Academy Award voor Beste Actrice. Recensenten gingen ervan uit dat Ruth Chatterton de Oscar zou gaan winnen, omdat Pickford negatieve kritieken kreeg voor deze film. Er werd duidelijk gesuggereerd dat Pickford beter was in stomme films. Het was de tweede Oscaruitreiking. Een jaar daarvoor kreeg Janet Gaynor de prijs voor beste actrice.